# Góra (Liszki)
Góra – część wsi Liszki w Polsce, położona w województwie małopolskim, w powiecie krakowskim, w gminie Liszki.
W latach 1975–1998 Góra administracyjnie należała do województwa krakowskiego.